# Kurt Jacob
Kurt Jacob (ur. 7 czerwca 1896, zm. 10 marca 1919) – niemiecki as myśliwski z czasów I wojny światowej z 7 potwierdzonymi zwycięstwami powietrznymi.
Służył w Jasta 33 w 1917 roku. W eskadrze odniósł swoje pierwsze zwycięstwo powietrzne 15 lipca 1917 roku. Następnie został skierowany do szkoły pilotów myśliwskich Jastaschule I jako instruktor. 2 maja 1918 roku został przeniesiony do jednostki liniowej Jasta 36, w której służył do końca wojny, odnosząc łącznie 7 potwierdzonych zwycięstw powietrznych. 18 lipca 1918 roku został ciężko ranny. Do czynnej służby już nie wrócił. Po wojnie pracował jako pilot. Zginął w wypadku lotniczym w marcu 1919 roku.